# Roll On John
"Roll on John" es la décima y última canción del álbum de Bob Dylan Tempest, publicado en septiembre de 2012. Como la mayoría de las composiciones de Dylan en el siglo XXI, está editada bajo el pseudónimo de Jack Frost.
Es una canción de género pop o rock, que ofrece un tributo y admiración al músico británico John Lennon.

## Composición
Dylan y John Lennon se conocieron en 1964 y sus caminos se han cruzado muchas veces hasta el fallecimiento de Lennon en Nueva York en diciembre de 1980. Dylan tuvo la idea de escribir esta canción en un tour turístico por la ciudad natal del músico inglés, Liverpool, con otros trece pasajeros que no le reconocieron, lo cual le alegró mucho.